# (12361) 1993 TB
(12361) 1993 TB est un astéroïde de la ceinture principale d'astéroïdes découvert en 1993.

## Description
(12361) 1993 TB a été découvert le 9 octobre 1993 à Uenohara, Yamanashi, ville de la préfecture de Yamanashi, au Japon, par Nobuhiro Kawasato.

### Caractéristiques orbitales
L'orbite de cet astéroïde est caractérisée par un demi-grand axe de 3,12 UA, un périhélie de 2,55 UA, une excentricité de 0,18 et une inclinaison de 2,68° par rapport à l'écliptique. Du fait de ces caractéristiques, à savoir un demi-grand axe compris entre 2 et 3,2 UA et un périhélie supérieur à 1,666 UA, il est classé, selon la JPL Small-Body Database, comme objet de la ceinture principale d'astéroïdes.

### Caractéristiques physiques
(12361) 1993 TB a une magnitude absolue (H) de 14,0 et un albédo estimé à 0,309.